# Adrolampis limbatipes
Adrolampis limbatipes är en insektsart som beskrevs av Marius Descamps 1983. Adrolampis limbatipes ingår i släktet Adrolampis och familjen Romaleidae. Inga underarter finns listade i Catalogue of Life.